# Eudorylas kondarensis
Eudorylas kondarensis är en tvåvingeart som beskrevs av Kuznetzov 1990. Eudorylas kondarensis ingår i släktet Eudorylas och familjen ögonflugor. Inga underarter finns listade i Catalogue of Life.